# John McCrae
Il Tenente Colonnello John Alexander McCrae (Guelph, 30 novembre 1872 – Boulogne-sur-Mer, 28 gennaio 1918) è stato un poeta, medico e militare canadese, che scrisse la famosa poesia Nei campi di Fiandra.

## Biografia
John McCrae nacque a Guelph (Ontario), dove frequentò il Guelph Collegiate and Vocational Institute. Studiò quindi medicina grazie a una borsa di studio all'Università di Toronto, dove entrò nella Confraternita Zeta Psi. Nello stesso periodo assunse il comando della milizia di Toronto, i Queen's Own Rifles, e pubblicò i suoi primi poemi. Fu anche coautore, assieme a J. G. Adami, di un libro di testo medico intitolato A text-book of pathology for students of medicine (Philadelphia e New York, 1912; II ed., 1914).
McCrae prestò servizio in artiglieria durante la Guerra Boera, e al suo ritorno venne nominato professore di patologia all'Università del Vermont, dove insegnò fino al 1911. Insegnò inoltre alla McGill University di Montréal. Nel 1910 accompagnò Lord Grey, Governatore Generale del Canada, in un viaggio in canoa verso la Baia di Hudson.
Allo scoppio della prima guerra mondiale, McCrae venne nominato chirurgo di campo nell'artiglieria canadese. Dirigeva un ospedale da campo durante la seconda battaglia di Ypres nel 1915. Un amico ed ex studente di McCrae, il Luogotenente Alexis Helmer, venne ucciso in quella battaglia, e la sua sepoltura ispirò la poesia "In Flanders Fields" ("Nei campi di Fiandra"), che venne scritta il 3 maggio 1915 e pubblicata anonima, l'8 dicembre dello stesso anno su Punch. La poesia gode di uno status quasi mitico nel Canada contemporaneo, ed è diventata uno dei più orgogliosi simboli nazionali. Molte delle cerimonie del Remembrance Day prevedono la lettura della poesia, e molti giovani studenti canadesi ne imparano a memoria i versi.
Una parte della poesia appare sulle banconote da 10 dollari canadesi. Il verso "To you from failing hands we throw the torch; be yours to hold it high" ("A voi con deboli mani affidiamo la fiaccola; a voi il compito di levarla in alto.") è stato adottato come motto dalla squadra di hockey su ghiaccio dei Montreal Canadiens.
Nel 1918, mentre prestava ancora servizio nell'ospedale da campo, McCrae morì per aver contratto polmonite e meningite.
McCrae fu zio del parlamentare dell'Alberta David Kilgour e della sorella Geills Turner, che sposò l'ex Primo ministro del Canada John Napier Turner.
La John McCrae Senior Public School, di McCowan Road a Scarborough (Ontario),  e la John Mcrae Secondary School, una scuola del sobborgo di Barrhaven (un sobborgo di Ottawa), sono intitolate in suo onore.
John aveva un fratello maggiore, Thomas, nato nel 1870.